# Bactra (djur)
Bactra är ett släkte av fjärilar som beskrevs av James Francis Stephens år 1834. Bactra ingår i familjen vecklare (Tortricidae).

## Bildgalleri

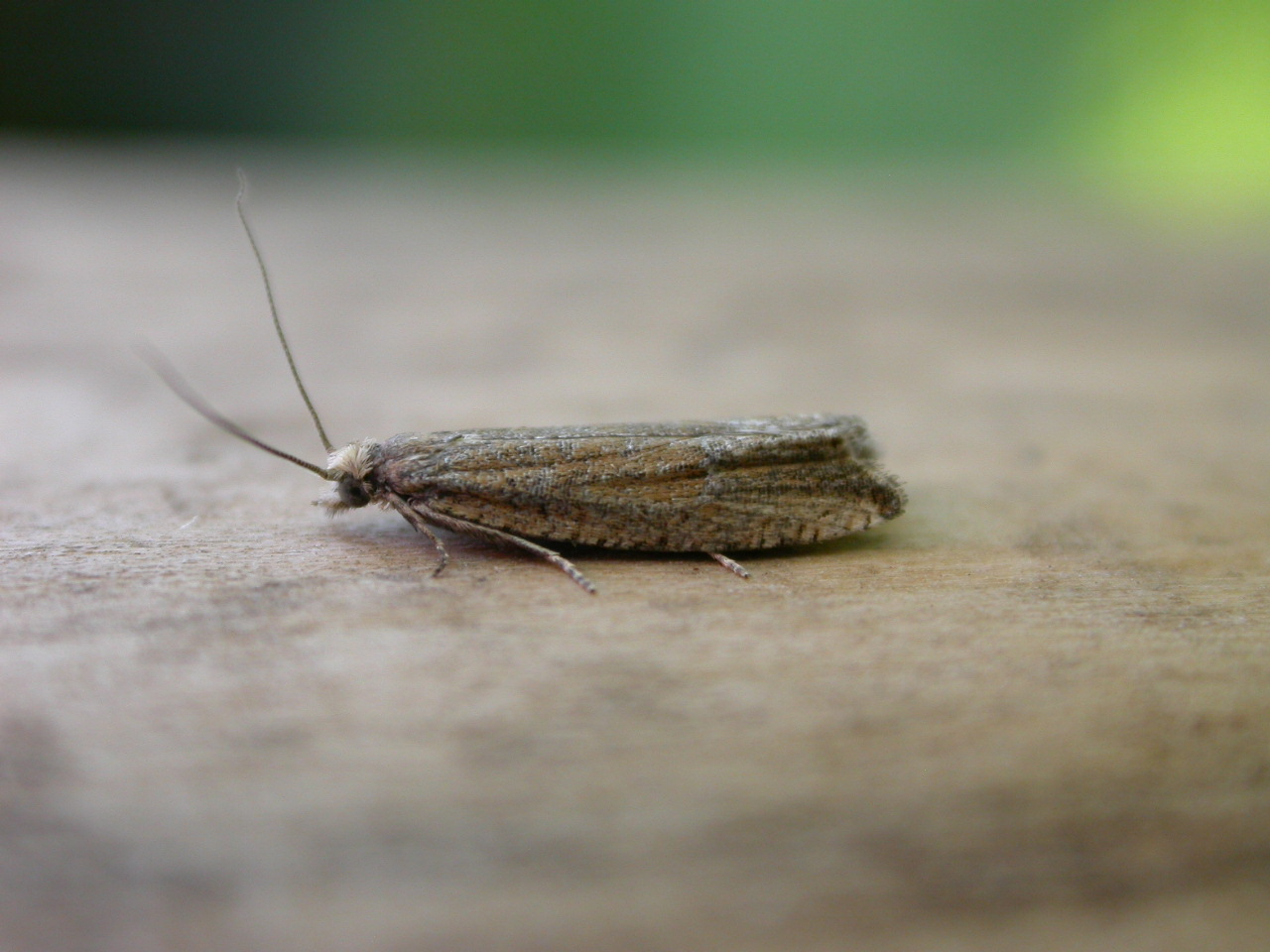
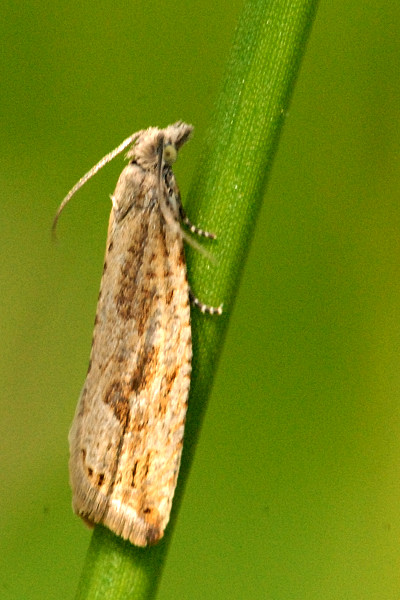
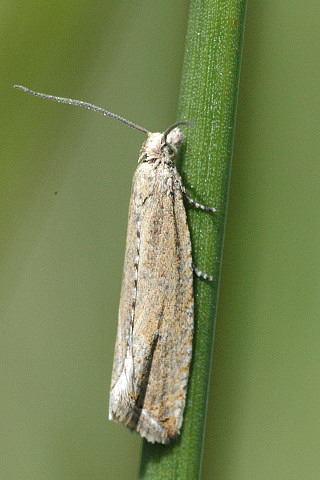

## Dottertaxa tillBactra, i alfabetisk ordning[1][2]
- Bactra ablabes
- Bactra aciculata
- Bactra acutana
- Bactra adelographa
- Bactra adelpha
- Bactra adoceta
- Bactra albipuncta
- Bactra aletha
- Bactra alexandri
- Bactra ametra
- Bactra amseli
- Bactra angulata
- Bactra anpingiana
- Bactra anthracosma
- Bactra atopa
- Bactra bactrana
- Bactra banosii
- Bactra blepharopis
- Bactra boesemani
- Bactra borealis
- Bactra boschmai
- Bactra calamoplecta
- Bactra caniusana
- Bactra capnopepla
- Bactra cerata
- Bactra chariessa
- Bactra chrysea
- Bactra clarescens
- Bactra clarkei
- Bactra commensalis
- Bactra confusa
- Bactra contraria
- Bactra copidotis
- Bactra coronata
- Bactra crithopa
- Bactra cultellana
- Bactra cyperana
- Bactra dasioma
- Bactra diakonoffi
- Bactra dibeliana
- Bactra difissa
- Bactra distinctana
- Bactra dolia
- Bactra egenana
- Bactra egestana
- Bactra endea
- Bactra erasa
- Bactra erema
- Bactra eurysticha
- Bactra excelsa
- Bactra extrema
- Bactra fasciata
- Bactra festa
- Bactra fracta
- Bactra fumosana
- Bactra furfurana
- Bactra fuscidorsana
- Bactra geraropa
- Bactra gozmanyana
- Bactra graminivora
- Bactra grethae
- Bactra griseana
- Bactra hebetata
- Bactra helophaea
- Bactra holthuisi
- Bactra honesta
- Bactra hostilis
- Bactra insignis
- Bactra insularis
- Bactra iomolybda
- Bactra iranica
- Bactra jansei
- Bactra kostermansi
- Bactra kurentsovi
- Bactra lacteana
- Bactra lactosana
- Bactra lamana
- Bactra lancealana
- Bactra lanceana
- Bactra lanceolana
- Bactra legitima
- Bactra leonina
- Bactra leucogama
- Bactra leuconephala
- Bactra limitata
- Bactra litigatrix
- Bactra loeligeri
- Bactra longinqua
- Bactra lonina
- Bactra maiorina
- Bactra mediterraneana
- Bactra meridiana
- Bactra metriacma
- Bactra microtripta
- Bactra minax
- Bactra minima
- Bactra misoolensis
- Bactra mongolica
- Bactra monochorda
- Bactra nea
- Bactra nesiotis
- Bactra neuricana
- Bactra nigrovittana
- Bactra noteraula
- Bactra oceani
- Bactra ochrographa
- Bactra optanias
- Bactra orbicula
- Bactra passercula
- Bactra patris
- Bactra pauperana
- Bactra pauperrima
- Bactra perisema
- Bactra phaeopis
- Bactra phaulopa
- Bactra phenacistis
- Bactra philocherda
- Bactra plagana
- Bactra priapeia
- Bactra psammitis
- Bactra psila
- Bactra punctistrigana
- Bactra pythonia
- Bactra rhabdonoma
- Bactra robustana
- Bactra salpictris
- Bactra sardonia
- Bactra scalopias
- Bactra scirpana
- Bactra scirpicolana
- Bactra scrupulosa
- Bactra scythropa
- Bactra seria
- Bactra siccella
- Bactra sideritis
- Bactra signana
- Bactra simpliciana
- Bactra sinassula
- Bactra sinistra
- Bactra solivaga
- Bactra sordidata
- Bactra spinosa
- Bactra stagnicolana
- Bactra stramenticia
- Bactra straminea
- Bactra suedana
- Bactra suspensa
- Bactra telaviviana
- Bactra testudinea
- Bactra tornastis
- Bactra tradens
- Bactra transvola
- Bactra triceps
- Bactra trimera
- Bactra truculenta
- Bactra tylophora
- Bactra vaga
- Bactra venosana
- Bactra verutana
- Bactra xystrota